# Línea de Wallace

Línea imaginaria de separación entre el Sureste Asiático y Oceanía.

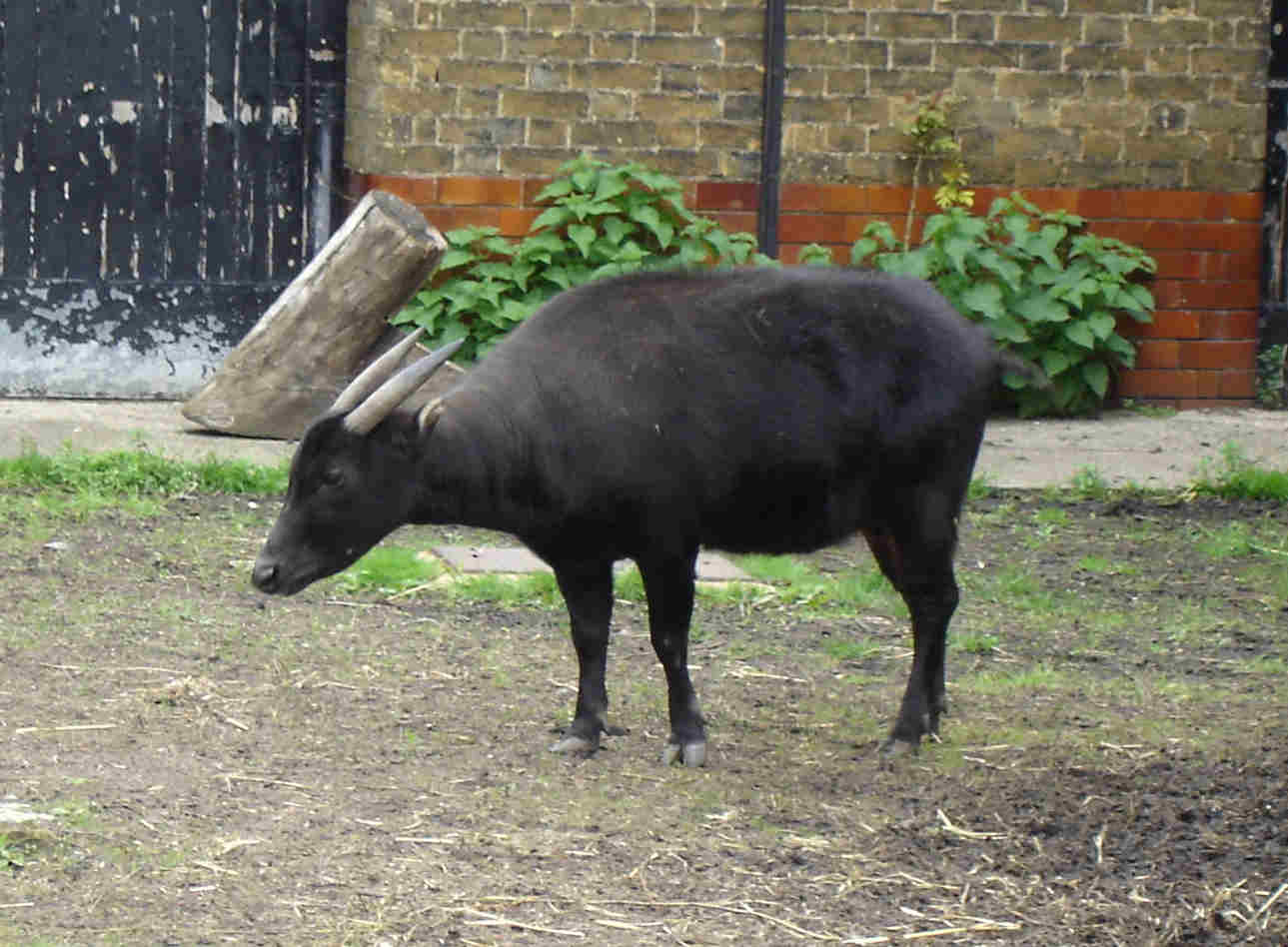
Anoa de montaña (Bubalus quarlesi), endémico de la isla Célebes.

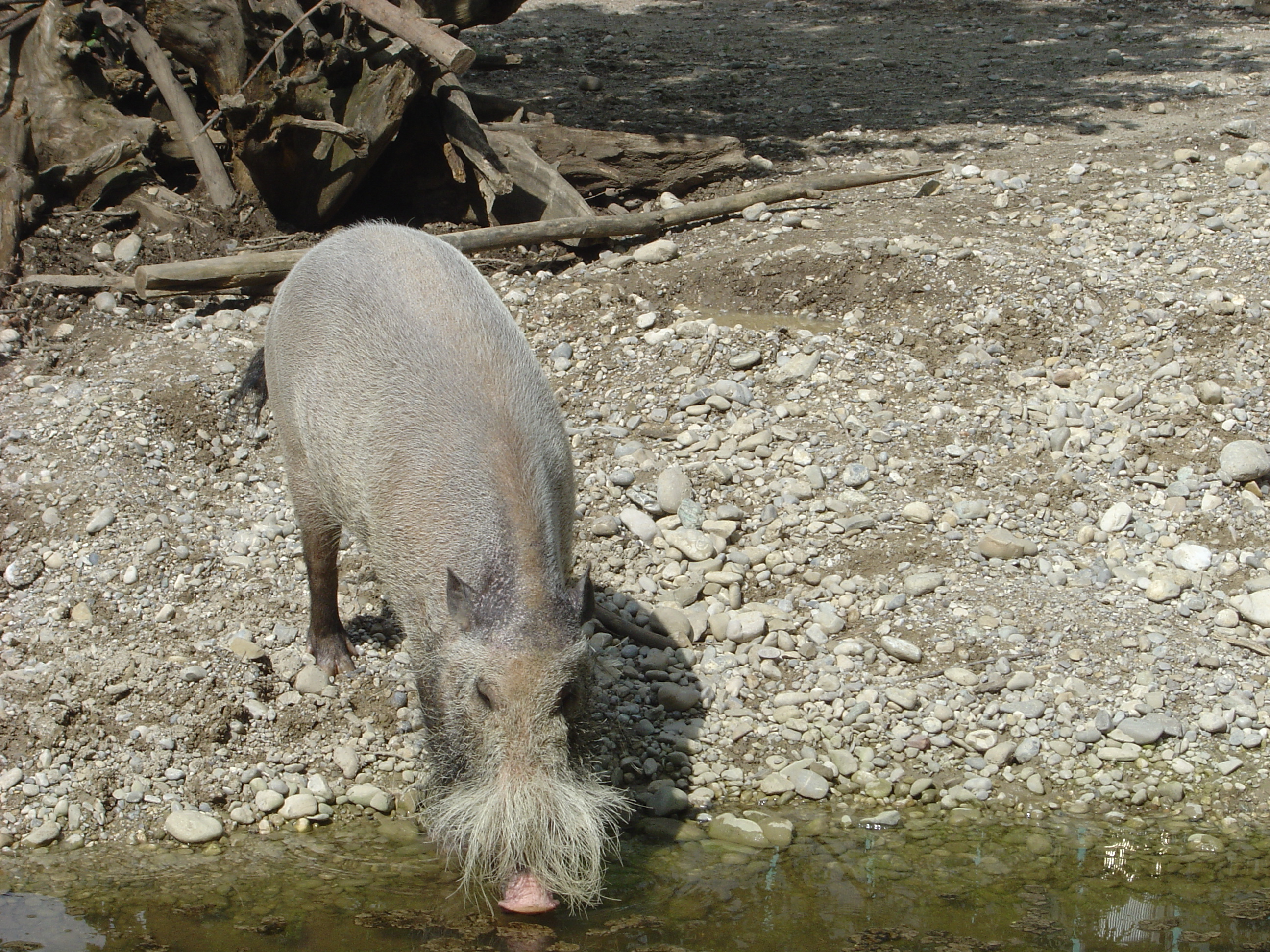
Jabalí barbudo (Sus barbatus).

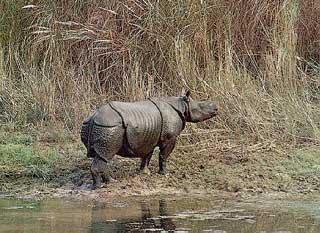
Rinoceronte de Java (Rhinoceros sondaicus).

La línea de Wallace es una línea que marca un límite biogeográfico a través del archipiélago malayo y separa los continentes de Asia y Oceanía. La fauna, y en menor medida la flora, son  distintas a cada lado, pese a la proximidad geográfica y la relativa similitud climática, reflejando historias evolutivas separadas. La línea pasa entre las islas de Bali y Lombok, al este de Java; continúa entre Borneo, que deja al oeste, y las Célebes (a través del estrecho de Macasar) y pasa al sur de Filipinas. Al noroeste de la línea la fauna es la característica del Sudeste Asiático; al sudeste es la australásica, que se extiende sobre Nueva Guinea, Australia y muchos archipiélagos del Pacífico sudoccidental.
El nombre honra a Alfred Russel Wallace, naturalista y geógrafo inglés que estudió el archipiélago malayo entre 1854 y 1862, y fue junto con Charles Darwin uno de los dos descubridores de la selección natural como mecanismo principal de la evolución biológica. El artículo en que introdujo el concepto, On the Zoological geography of the Malay Archipelago, fue leído por Darwin en la Linnean Society of London el 3 de noviembre de 1859.
La línea de Wallace se puede observar geográficamente, ya que se corresponde con un importante límite físico, la fosa de Wallace, extendida sima submarina de menos de 100 km producida por subducción cerca del límite entre las placas tectónicas de la Sonda y las de Banda y Timor. Durante el último período glacial (el Pleistoceno), al oeste de la línea quedaba emergido el subcontinente de Sonda y al este el de Sahul, separados ambos por una región bisagra llamada Wallacea. 
Durante la glaciación cuaternaria, la extensión de las masas polares hacía que el nivel del océano Pacífico se encontrase a unos 120 metros por debajo de su nivel actual. La región de Wallacea, enmarcada por dos largos y profundos estrechos, la línea de Wallace al oeste y la línea de Lydekker al este, resultó ser así una barrera para la migración de poblaciones animales.
Durante la expansión de los homínidos, tal fosa y tal línea resultaron un límite casi infranqueable hacia Oceanía, superado inicialmente por formas modernas de Homo erectus (de las que derivó Homo floresiensis, descubierto en la isla de Flores, al este de la línea, en 2004) y luego por Homo sapiens —nuestra especie— al parecer unos 70.000 años antes del presente, utilizando para ello rudimentarias almadías o balsas de juncos.